# Mikael Edlund
Mikael Edlund, (Tranås (provincia de Jönköping), 19 de gener, 1950, és un compositor suec. És fill de Lars Edlund.
Mikael Edlund va ser originalment un músic de rock, però després va estudiar composició, inclòs amb Ingvar Lidholm.